# Club Balonmano Sporting La Rioja
Club Balonmano Sporting La Rioja (deutsch: Sportclub Sporting La Rioja) ist ein Sportverein aus Logroño in der Provinz La Rioja in Spanien. Im 2009 gegründeten Verein wird Frauen-Handball gespielt.

## Geschichte
Der Verein wurde im Jahr 2009 gegründet. In der Saison 2009/2010 stieg der Verein in die Segunda Nacional auf, in der Saison 2010/2011 in die División de Honor Plata, zu der Zeit die zweite spanische Liga. Nach der Zweitligasaison 2021/2022 gelang der Aufstieg in die höchste spanische Liga, die División de Honor. Aus Sponsoringgründen traten sie in der Saison 2022/2023 unter dem Namen Grafometal La Rioja an. Nach der Saison 2022/2023 stieg das Team in die zweite Liga ab, ein Jahr später wieder auf.

## Heimspielstätte
Heimspielstätte des Vereins ist der Palacio de los Deportes de La Rioja in Logroño.

## Trainer
Trainiert wird das Team von Juan José Gonzalez Valle.

## Handball in Logroño
In Logroño existiert auch der Verein Club Balonmano Ciudad de Logroño.